# Poverty Row
Le terme Poverty Row (que l'on peut traduire littéralement « allée de la pauvreté ») est un terme d'argot utilisé à Hollywood de la fin de l'ère du muet jusqu'au milieu des années 1950, pour se référer aux petits studios de production, la plupart du temps de séries B. Le terme ne se réfère à aucune localisation spécifique, mais est en quelque sorte une expression fourre-tout pour l'ensemble des sociétés à petit budget.

## Présentation
Les films des Poverty Row sont pour la plupart des westerns ou séries avec les Bowery Boys et les détectives Mr. Wong ou Charlie Chan. Ils sont généralement caractérisés par de faibles budgets, des castings formés d'acteurs et actrices encore peu connus, et une valeur de production qui souligne la hâte et l'économie avec lesquels ils ont été tournés.
Tandis que plusieurs studios des Poverty Row ont rapidement disparu après quelques sorties, d'autres sont entrés parmi les majors : la MGM, la Warner Bros. ou encore la Paramount.
D'ailleurs, la société des Poverty Row la plus fructueuse a fonctionné comme une major, en maintenant des lots permanents. Parmi les studios majeurs des Poverty Row, on note la Republic qui a établi six filiales : la Monogram, la Mascot, la Liberty, la Majesty, la Chesterfield et la Invincible avec ses Consolidated Film Laboratories. La Republic est devenue célèbre en produisant des courts métrages de serial et des westerns avec Gene Autry, elle a ensuite pu produire des projets plus ambitieux dont L'Homme tranquille avec John Wayne.